# Sharp Airlines
Sharp Airlines ist eine australische Regionalfluggesellschaft mit Sitz in Hamilton und Basis auf dem Hamilton Airport.

## Geschichte
Sharp Airlines wurde 1990 mit einem Flugzeug von zwei Mitarbeitern gegründet. In den Gründungsjahren bis 2000 fokussierte sich Sharp Airlines auf die Geschäfts-Charterflüge und die Pilotenausbildung.
In 2001 wurde die Flotte von Piper PA-31-350 Navajo Chieftain mit 10 Sitzplätzen auf Fairchild Swearingen Metro SA227 mit 19 Sitzplätzen umgestellt und regulärer öffentlicher Transport angeboten.
In 2012 wurde der Fokus der Sharp Airlines auf Tourismus und den Verkauf von Urlaubspaketen geändert.

## Flugziele
Sharp Airlines fliegt Linienflüge zwischen Tasmanien und Melbourne über die in der Bass-Straße gelegenen Inseln King Island und Flinders Island an. Darüber hinaus bietet sie Charter- und Frachtflüge an.

## Flotte

### Aktuelle Flotte
Mit Stand Mai 2025 besteht die Flotte der Sharp Airlines aus 16 Flugzeugen:
| Flugzeugtyp                      | Anzahl | bestellt | Anmerkungen | Sitzplätze |
| -------------------------------- | ------ | -------- | ----------- | ---------- |
| Fairchild Swearingen Metro SA227 | 16     |          |             | 19         |
| Gesamt                           | 16     | –        |             |            |

### Ehemalige Flugzeugtypen
In der Vergangenheit setzte Air Calédonie unter anderem bereits folgende Flugzeugtypen ein
- Cessna 172R
- Cessna 182R
- Cessna A185F
- Cessna 441
- Piper PA-34-220T